# سلوا
جنگل‌های سلوا (به انگلیسی: Selva forest) شامل سرزمین‌های پست آمازون در آمریکای جنوبی، سرزمین پست کنگو در آفریقا، یک ناحیه ساحلی‌است که از نیجریه به طرف غرب آفریقا تا کشور گینه امتداد دارد. ناحیه هند شرقی از جزیره سوماترا در غرب تا جزایر غربی اقیانوس آرام نیز دارای این جنگل‌هاست. حاشیه شمالی و جنوبی جنگل‌های استوایی به تدریج به جنگل‌های مداری تبدیل می‌شود. جنگل‌های بارانی بسیار انبوه‌اند؛ تاج آن‌ها از سه لایه مختلف تشکیل شده‌است و در هر لایه درختانی با ارتفاع معیّن قرار دارد. یک لایه به نام لایه زمینی نیز در زیر تاج یعنی در نزدیکی و مجاورت کف جنگل قرار دارد، که از گیاهان چسبنده، خزنده و گیاهان علوفه‌ای و مواد پوسیده تشکیل شده‌است. پیچک‌ها و گیاهان چسبنده گونه‌های زیستی غالب در این جنگل‌ها هستند. سرخس، ثعلب، خزه و گلسنگ از دیگر گونه‌های گیاهی این مناطق هستند. یکی از ویژگی‌های بسیار مهم جنگل‌های بارانی وجود گونه‌های متراکم درخت در آن است. در این نواحی، درختچه‌های بامبو، نخل، و بوته خاردار موانعی برای عبور و نفوذ انسان به حساب می‌آیند.